# Azrou
Azrou (marokkanisches Tamazight ⴰⵥⵕⵓ Aẓṛu, deutsch ‚Felsen‘, arabisch أزرو, DMG Azrū) ist eine etwa 55.000 Einwohner zählende Stadt in der Region Fès-Meknès im Norden Marokkos. Das historisch bedeutende Handelszentrum der Berber war wegen seiner Höhenlage in den Bergen des Mittleren Atlas in der französischen Kolonialzeit eine Sommerfrische und ist heute ein beliebtes Ausflugsziel.

## Lage
Azrou ist ein Verkehrsknotenpunkt an der Kreuzung zweier Fernstraßen. Die Nationalstraße 8 (Route Impériale) verläuft auf der alten Karawanenroute von Fès im Norden nach Marrakesch im Südwesten am Westrand des Mittleren Atlas entlang. Die Nationalstraße 13 (Route Nationale) führt vom nordwestlich gelegenen Meknès (ca. 65 km Fahrtstrecke) oder vom nordöstlich gelegenen Fès (ca. 85 km) über das Atlasgebirge hinweg nach Süden über Midelt (ca. 125 km) bis Erfoud und Rissani (ca. 350 km) und endet an der algerischen Grenze.
Die Stadt liegt auf ca. 1250 m Höhe am Nordrand eines von Zedern bewachsenen Berggebiets (Fôret de Cedres). Eine Nebenstraße führt 25 km durch dichten Wald in die Berge hinauf nach Süden zum Berberdorf Ain Leuh (Markttag ist am Mittwoch) und 20 km weiter bis zu den Wasserfällen des Oum er-Rbia zwischen Kalksteinfelsen. Hier entspringt der gleichnamige, längste ganzjährig Wasser führende Fluss des Landes, der in einem Tal das Hochland nach Südwesten verlässt und später durch Khénifra und Kasba Tadla dem Atlantik zufließt. Viel Holz aus dieser Gegend wurde im 19. Jahrhundert zum Bau von städtischen Palästen und religiösen Hochschulen (Madrasas) verwendet. Einige Seen, Zedern- und Steineichen-Mischwälder sowie die Chance, Berberaffen zu sehen, machen die Berge südlich von Azrou zu einem beliebten Wandergebiet.
Für den Mittleren Atlas sind durch Täler getrennte, weich-gerundete Hochflächen typisch. Deren Höhe nimmt ab von etwa 1800 m südlich Azrou bei Oum er Rbia bis auf 1000 m bei El-Hajeb 30 km nördlich. Der höchste Gipfel nahe Azrou ist der basaltische Vulkankegel des Jbel Hebri mit 2104 m. Bei einer Schneefallgrenze von 1500 m im Winter ist dort Skifahren möglich. Der durchschnittliche jährliche Niederschlag, der mit der Höhenlage ansteigt, beträgt in Azrou 827 mm.

## Bevölkerung
| Jahr      | 1994   | 2004   | 2014   | 2024   |
| Einwohner | 40.808 | 47.540 | 54.350 | 57.657 |

Die meisten Einwohner sind nach der Unabhängigkeit Marokkos (1956) aus den umliegenden Bergdörfern zugewandert. Man spricht sowohl Berberdialekte, die zur Sprachgruppe des Tamazight gehören, als auch Marokkanisches Arabisch sowie Französisch.

## Wirtschaft
Das Gebiet um Ifrane und Azrou wurde ehemals als Sommerweide für Schafe und Ziegen genutzt. Auch Handelskarawanen machte hier auf ihrem Weg durch den Mittleren Atlas Station. Heute ist Azrou wegen seiner zentralen Lage ein wichtiger Verkehrsknotenpunkt für Fernbuslinien.

## Geschichte

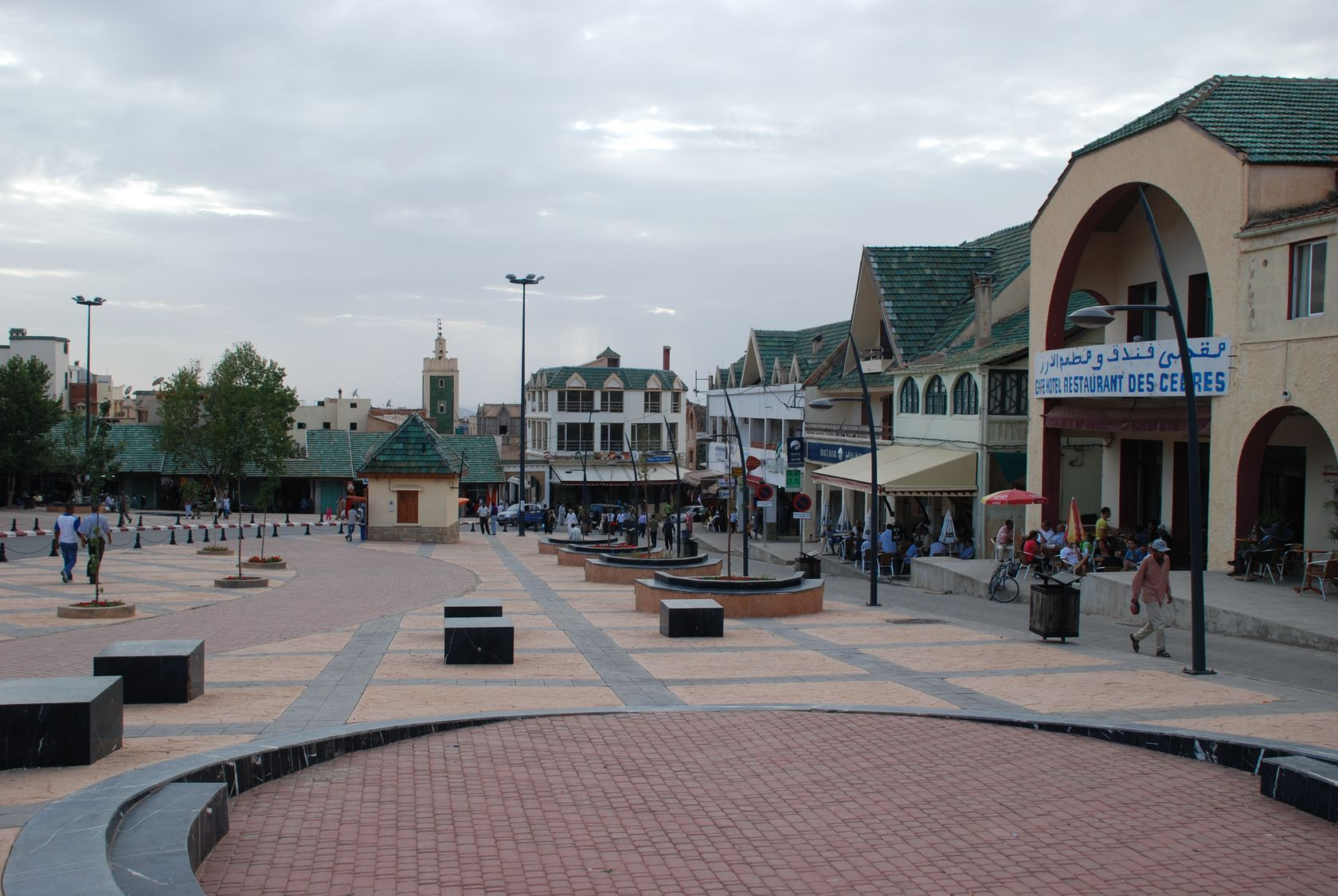
Place Mohammed V, Zentrum der französischen Stadt mit ungewöhnlichen, grün glasierten Dachziegeln

Azrou ist ein alter Handelsplatz im Siedlungsgebiet des Berber-Stammes Beni Mguild. In den Jahren 1057/58 beendeten die Almoraviden unter Ibn Yasin die regionale Herrschaft verschiedener Berberstämme unter dem Einfluss des abbasidischen Kalifats. Die nachfolgende Berberdynastie der Almohaden eroberten unter ihrem Anführer Abd al-Mu'min in der ersten Hälfte des 12. Jahrhunderts den Maghreb. Seit 1139 kontrollierten seine Truppen das Gebiet südlich von Marrakesch. Von hier aus zogen sie durch die Atlasberge nach Norden und besetzten Azrou. Auf dem weiteren Weg nach Norden folgten die Einnahme von Sefrou und die Belagerung der alten Idrisiden-Hauptstadt Fès. In den nachfolgenden Jahrhunderten kämpften wiederholt Berberdynastien um die Macht. Im Jahr 1274 revoltierten lokale Stammesführer gegen die Meriniden, welche daraufhin die Stadt eine Zeit lang belagerten.
Die Herrschaft der Alawiden begann im 17. Jahrhundert. Nach dem Tod des Alawiden-Berbers Mulai asch-Scharif (Mūlāy aš-Šarīf) von Sidschilmasa (1659), kam es zum Nachfolgestreit zwischen seinen beiden Söhnen Mulai ar-Raschid und Muhammad asch-Scharif, bei dem letztlich ar-Raschid als Sieger hervorging. Ar-Raschid floh aus der südmarokkanischen Oasenstadt zunächst nach ad-Dila, dem Stammsitz der Dila-Bruderschaft (Dilāʾiyya) südlich von Khénifra im Mittleren Atlas. Später zog er im Nordosten Marokkos umher, siedelte zeitweilig in Fès und in der Region Angad, wo er sich mit den arabischen Banu Maʿqil und den Berbern der Ait Yaznasin verbündete. Diese Stämme erkannten ar-Raschid 1663 als Sultan an. Währenddessen hatte sein Bruder einen Stützpunkt in Azrou eingerichtet. Durch diese Nähe musste es zwangsläufig zum Konflikt zwischen beiden kommen. Ende des Jahres oder Anfang 1664 zog asch-Scharif von Azrou nach Angad, wo er bei den dortigen Stämmen seine verlorengegangene Macht wiedererlangen wollte. Er kam aber in der Schlacht ums Leben. Ar-Raschid drängte die Dila-Bruderschaft aus der Ebene in den Mittleren Atlas zurück und wurde wenige Jahre danach als Gründer des Alawiden-Reiches anerkannt.
Die Grenzen des Reiches am Mittleren Atlas waren immer wieder von Unruhen und Aufständen bedroht. 1677 kehrten die ins Exil nach Tlemcen vertriebenen Anhänger der Dila zurück und bauten ihren Stammsitz (Zawiya) erneut auf. Einige Jahre später zwangen weitere Unruhen den Nachfolger und Halbbruder von ar-Raschid, Mulai Ismail, zu Militärexpeditionen an die Ostgrenze seines Reiches. Um seine Sultansmacht dauerhaft zu sichern, ließ er dort entlang der Hauptroute zwischen Fès und Beni Mellal eine Reihe von befestigten Siedlungen (Kasbahs) anlegen oder bestehende Anlagen ausbauen. 1684 wurde am Rand der Berbersiedlung die Kasbah von Azrou errichtet. Mulai Ismail hatte spezielle Truppen aus schwarzafrikanischen Sklaven aufgestellt. Von diesen insgesamt 70.000 Mann verblieben etwa die Hälfte in der Nähe seiner Hauptstadt Meknès, die anderen bewachten die Kasbahs und die kleineren Festungsanlagen dazwischen. Während des 18. und 19. Jahrhunderts erfolgten mehrmals Berberangriffe auf die Stellungen. Als „Azrou-Affäre“ wurde die Niederlage der Sultansregierung (Makhzen) unter Mulai Sulaiman von 1811 bekannt.
Mit dem Vertrag vom 30. März 1912, den Sultan Mulai Abd al-Hafiz in Fès unterzeichnete, wurde Marokko zu einem französischen Protektorat und französische Truppen setzten sich in der Region Fès-Meknès fest. Nach dem Ersten Weltkrieg begannen die Franzosen 1918 in Azrou, nördlich der bestehenden Siedlung eine Neustadt zu bauen, die als Sommerfrische dienen sollte. Mit der Begründung, die Berberkultur bewahren zu wollen, richteten sie ab 1923 in den Atlasbergen fünf Schulen ein, in denen die Unterrichtssprache nicht Arabisch, sondern Französisch war. Berberdialekte waren für den Unterricht nicht geeignet. 1929 wurde das College d’Azrou eröffnet, das von einer Stammeselite der Beni Mguild besucht wurde. Es war das erste College in der Berber-Region. Wenige Studenten wurden hier anfangs für die Militäroffiziersschule Dar El Baida in Meknès vorbereitet. Die speziellen Berberschulen stehen im Zusammenhang mit den Aufständen der arabisch-nationalistischen Oberschicht in den Städten und waren der Versuch, durch Berber-Offiziere in den Kolonialstreitkräften die Bevölkerung in zwei Lager zu spalten. Nach der Unabhängigkeit erhielt ein Teil der politischen und militärischen Elite des Landes hier ihre Ausbildung.

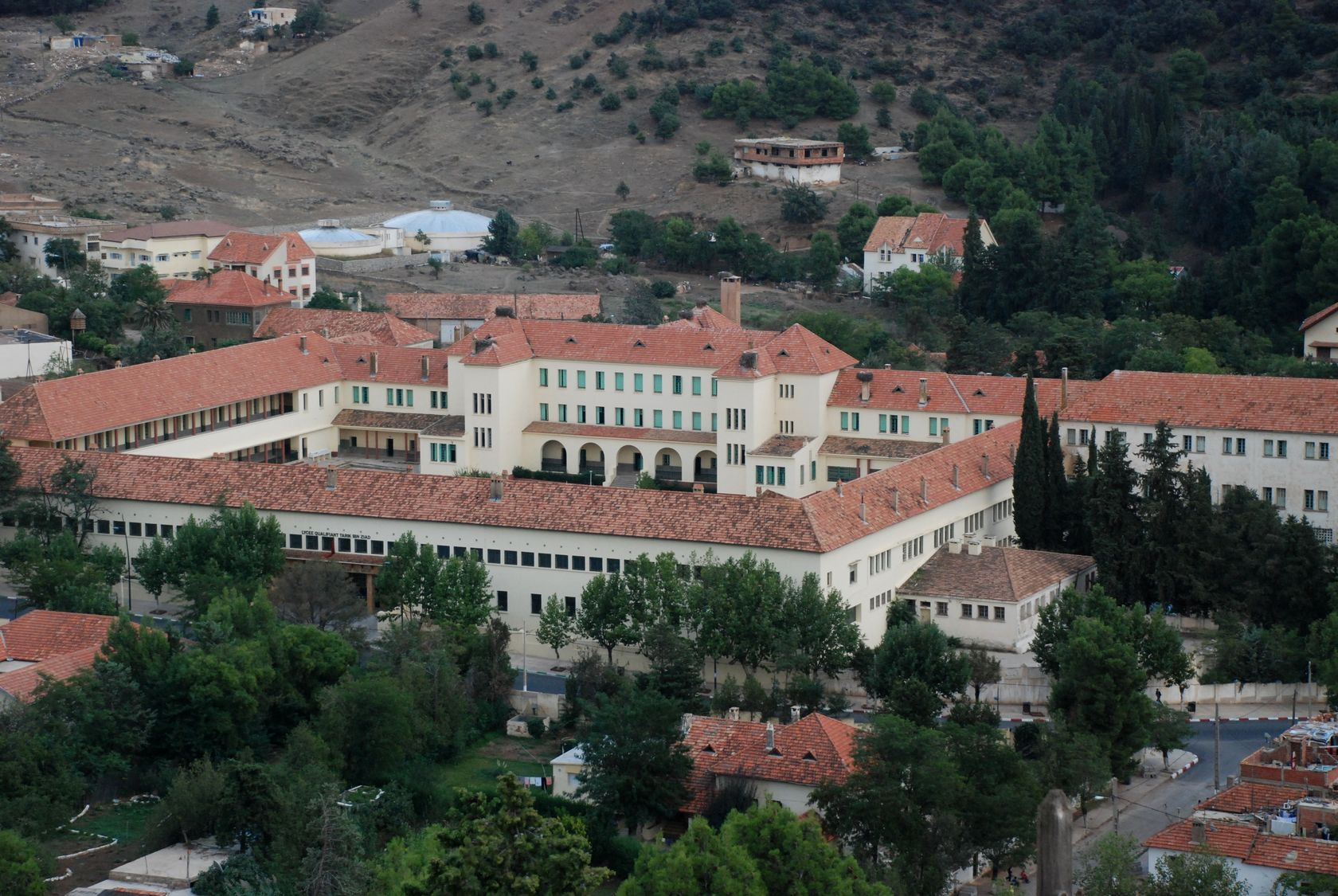
Lycée Qualifiant Tarik Ibn Ziad

Von 1952 bis 1968 existierte in den Bergen bei Azrou das Benediktinerkloster von Tioumliline. Im Jahr 1955 eröffnete im abgelegenen Dorf Ben Smim auf 1520 m Höhe, 10 km von Azrou entfernt, ein großes Sanatorium für 400 Patienten mit Tuberkulose, das jedoch 20 Jahre später (1975) geschlossen wurde. Nach der Unabhängigkeit 1956 wurde das College d’Azrou in Lycée Qualifiant Tarik Ibn Ziad umbenannt, im Gedenken an den Berberführer Tāriq ibn Ziyād aus dem 8. Jahrhundert.

## Stadtbild

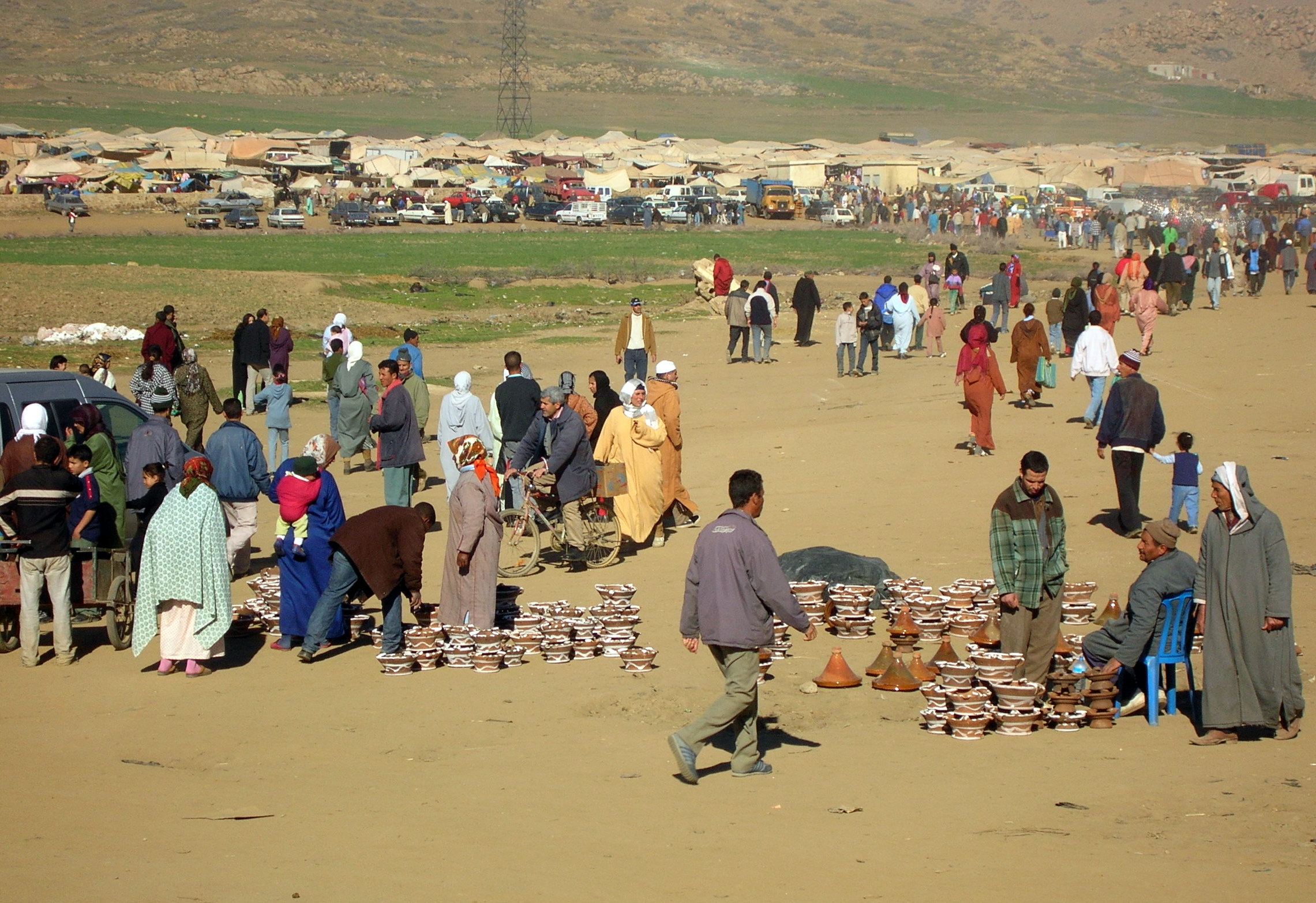
Wochenmarkt in der Ebene nördlich der Stadt

Azrou liegt am Ausgang eines Talkessels, der an drei Seiten von steilen Hügeln mit Waldflecken umgeben ist. Ein am Westrand des Ortes in der Nähe des Busbahnhofs emporragender Felsen gab dem Ort seinen Namen. In dessen Nähe befindet sich die 1997 fertiggestellte und von König Hassan II. finanzierte Große Moschee. Ihr Minarett ist 80 Meter hoch, das gesamte Gebäude ist mit grün glasierten Ziegeln gedeckt und in der äußeren Architektur an die riesige Hassan-II.-Moschee von Casablanca angelehnt. Grüne Dachziegel sind in Marokko allgemein bedeutenden Bauwerken wie Palästen, Moscheen und Qubbas (Mausoleen) vorbehalten; in Azrou sind auch einige Wohngebäude der französischen Kolonialstadt grün gedeckt. Die Geschäfte, Hotels, Cafés und Restaurants dieser Neustadt reihen sich in der Talsohle etwa 300 Meter östlich der Moschee um die zentrale Place Mohammed V. Direkt südlich schließen sich die engen Gassen des Marktes (suq) an, die einfachen, in jüngerer Zeit gebauten Wohnhäuser der ehemaligen Altstadt (medina) ziehen sich weiter nach Süden teilweise steil den Berg hinauf. Von der früheren Altstadt ist praktisch nichts mehr und von der Kasbah sind nur noch Reste erhalten.

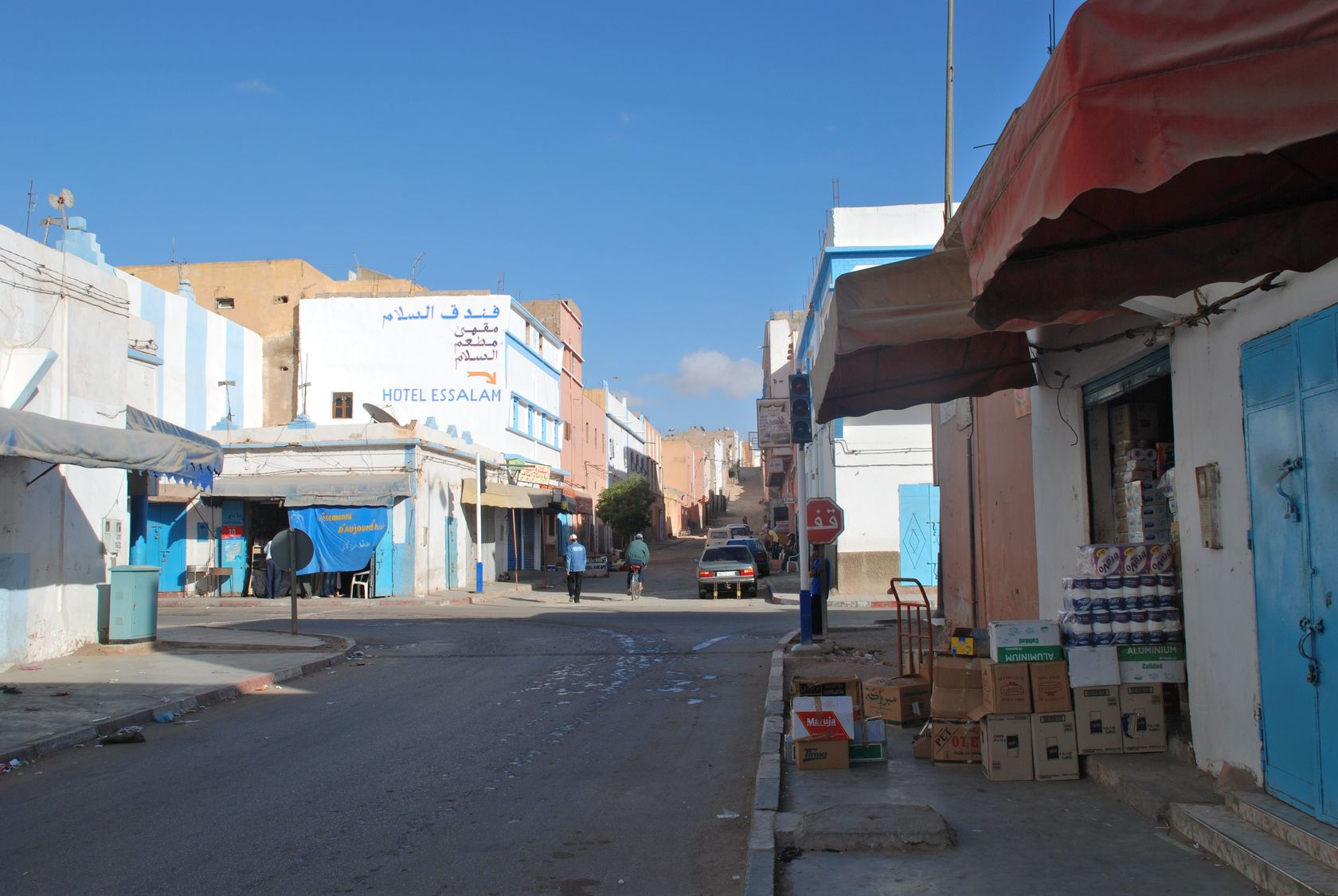
Neues rechtwinklig geplantes Wohnviertel im Norden

Seit dem Ende des 20. Jahrhunderts entsteht eine neue, wesentlich größere städtische Siedlung ca. 500 m nördlich des Marktes. In rechteckigen Straßengevierten werden gleichförmige Häuserzeilen errichtet, die sich zwischen die Felder in der Ebene ausdehnen. Ungefähr 1,5 km sind es in dieser Richtung entlang des Boulevard Moulay Abdelkader bis zum Wochenmarkt, an dem jeden Dienstag die Berber der Umgebung Teppiche, Wolldecken, Schnitzereien aus Zedernholz, Haushaltswaren und Lebensmittel anbieten. Kunsthandwerkliche Produkte werden täglich auch im Centre Artisanal angeboten, das am Boulevard Mohammed V etwas südwestlich der Medina an der Ausfallstraße nach Khénifra liegt. Die Handwerker versuchen ihre Produktion den Wünschen der Touristen anzupassen.
Im Juli 2016 wurde in Azrou ein Kulturzentrum (Centre Culturel d’Azrou) mit einer ethnographischen Dauerausstellung eröffnet.

## Persönlichkeiten
- Said Housni (* 1949), Skirennläufer